# Дем
Дем (др.-греч. δῆμος, dēmos) — территориальный округ в Древней Аттике, основная хозяйственная, культовая, политическая и административная единица, начиная с конца VI века до н. э.. В настоящее время — название общины Греции и муниципалитета в Республике Кипр.
Согласно реформе Клисфена (509 год до н. э.), демы были составной частью фил; число демов достигало 100, позднее — увеличилось (например, в V веке до н. э. — свыше 150, в III веке до н. э. — 174). Демы имели самоуправление, избирали главу — демарха (δήμαρχος); по демам составлялись списки членов демов — демотов (δημότης), вёлся учёт их собственности, набиралось войско, выбирались афинские буле (50 человек от филы) и гелиэя.
Под влиянием Афин были созданы демы в других городах Древней Греции (например, в конце V века до н. э. на островах Кос и Родос).